# Psychischer Vampir
Ein psychischer Vampir ist ein Wesen der Folklore, das sich von der Lebenskraft anderer Lebewesen ernährt.
Der Begriff kann auch verwendet werden, um eine Person zu beschreiben, die aus dem Kontakt mit anderen Menschen Energie zieht, diese anderen Menschen aber erschöpft oder „ausgelaugt“ zurücklässt.
Psychische Vampire kommen im okkulten Glauben verschiedener Kulturen und in der Literatur vor.
Dion Fortune schrieb bereits 1930 in ihrem Buch Psychic Self-Defense über psychisches Parasitentum in Verbindung mit Vampirismus.
Fortune betrachtete psychischen Vampirismus als eine Art psychischer Pathologie und unterschied zwischen dem, was sie als echten psychischen Vampirismus ansah, und psychischen Zuständen, die ähnliche Symptome hervorrufen.
Für letztere nannte sie Folie à deux und ähnliche Phänomene als Beispiele.
Der Begriff „psychischer Vampir“ wurde in den 1960er Jahren von Anton Szandor LaVey und seiner Church of Satan bekannt gemacht. LaVey behandelt das Thema in seinem Buch Satanische Bibel und behauptete, den Begriff geprägt zu haben.
Mit dem Begriff „psychischer Vampir“ bezeichnet LaVey eine geistig oder emotional schwache Person, die anderen Menschen Lebensenergie entzieht.
Adam Parfrey schrieb den Begriff in einer Einleitung zu The Devil's Notebook ebenfalls LaVey zu.
Der Horrorfilm One Dark Night aus dem Jahr 1982 handelt von dem psychischen Vampir Karl „Raymar“ Raymarseivich, der seine Macht aus der Lebenskraft junger Opfer gewinnt, indem er sie zu Tode erschreckt.

## Psychische Energie
Für die Substanz oder Essenz, die psychische Vampire von anderen nehmen oder empfangen, werden verschiedene Begriffe verwendet. Dazu gehören:
Energie, Qi (oder ch'i), Lebenskraft, Prana, und Vitalität.
Es gibt keinen wissenschaftlichen oder medizinischen Beweis für die Existenz der körperlichen oder psychischen Energie, die psychische Vampire angeblich abziehen.

## Energievampire
Der Begriff "Energievampir" wird metaphorisch verwendet, um Menschen zu beschreiben, deren Einfluss dazu führt, dass man sich erschöpft, unkonzentriert und deprimiert fühlt.
Im Arbeitskontext werden dabei Mitarbeiter als Energievampire bezeichnet, die aufgrund ihres Verhaltens die Leistungsfähigkeit, Motivation oder Zufriedenheit ihrer Kollegen mindern. Kritisiert wird die Zuschreibung des Energievampirs insbesondere im Arbeitskontext, da dabei empathiefrei und ohne die Situation des Betroffenen zu hinterfragen, impliziert wird, dass die Organisation ohne den Energievampir besser dastünde.
Der englische Singer-Songwriter Peter Hammill schreibt seinem ehemaligen Van-der-Graaf-Generator-Bandkollegen, dem Geiger Graham Smith, zu, in den 1970er Jahren den Begriff Energievampir geprägt zu haben, um aufdringliche, übereifrige Fans zu beschreiben. Hammill nahm einen gleichnamigen Song auf sein 1978er Album The Future Now auf.
Die Begriffe „Energievampir“ und „psychischer Vampir“ werden in Russland seit dem Zerfall der Sowjetunion im Rahmen okkulter Strömungen als Synonyme verwendet.
In der 2019 ausgestrahlten amerikanischen Comedy-Horror-Fernsehserie What We Do in the Shadows kommt die Figur Colin Robinson vor, ein Energievampir, der Menschen die Lebenskraft entzieht, indem er langweilig oder frustrierend ist.

## Emotionsvampire
Der amerikanische Autor Albert Bernstein verwendet den Ausdruck Emotionsvampir für Menschen mit verschiedenen Persönlichkeitsstörungen, denen oft nachgesagt wird, dass sie anderen emotionale Energie entziehen.

## Sexuelle Vampire
Ein verwandtes mythologisches Wesen ist der sexuelle Vampir, der sich von sexueller Energie ernähren soll. Zu den sexuellen Vampiren gehören Sukkubi oder Inkubi.

## Vampir-Subkultur
Soziologen wie Mark Benecke und A. Asbjørn Jøn haben eine Subkultur von Menschen beschrieben, die sich selbst als Vampire darstellen.
Jøn hat festgestellt, dass die Anhänger der Vampir-Subkultur den traditionellen psychischen Vampiren insofern nacheifern, als sie beschreiben, dass sie „die Lebenskraft oder ‚Prana‘-Energie ausbeuten“.

## Referenzen
1. 1 2 3  A Vampire's Life? It's Really Draining:
Forget 'Twilight.' These Folks Pale in Comparison to the Stereotype. By Monica Hesse, Staff Writer, Washington Post, November 24, 2008, Page C01
2. 1 2  Brian J. Frost: The monster with a thousand faces:guises of the vampire in myth and literature. Popular Press, 1989, ISBN 978-0-87972-459-7, S. 16–18.
3. ↑  Dion Fortune: Psychic self-defense. Samuel Weiser, 2001, ISBN 978-1-57863-150-6 (https://archive. org/details/mysticalqabalah00fort_0 –  [1930]).
4. ↑  Charles und Collins Carr: The Story of Dion Fortune. Thoth Books, 1998, ISBN 1-870450-33-7, S. 150.
5. ↑  Eugene Robinson: Anton LaVey. In: Birth of Tragedy. November 1986 (churchofsatan.com [abgerufen am 31. März 2007]).
6. ↑  Carol Margaret Davison, Paul Simpson-Housley: Bram Stoker's Dracula: sucking through the century, 1897–1997. Dundurn Press Ltd., 1997, ISBN 978-1-55002-279-7, S. 310 (google.com): „LaVey defines psychic vampires as "individuals who drain others of their vital energy... They fill no useful purpose in our lives, and are neither love objects nor true friends.“
7. ↑  Benjamin Radford: Vampires Among Us: From Bats to Psychics. In: Live Science. 7. Januar 2010, abgerufen am 17. Februar 2013.
8. ↑  Watch out for energy vampires, by Dr. Judith Orloff, CNN, March 11, 2008
9. ↑  Peggy O'Farrell:  'Energy Addict' puts positive spin on life with nutrition and exercise In: Cincinnati Enquirer, 23. September 2004. Abgerufen am 14. September 2009
10. ↑  Bryan Robinson:  6 Signs Of ‘Energy Vampires’ In The Workplace And How To Manage Them In: Forbes. Abgerufen am 27. Februar 2025
11. ↑  Peter Hammill: The Future Now. In: Sofa Sound. 23. Oktober 2006, abgerufen am 3. Juli 2019.
12. ↑  Holly DeNio Stephens: The Occult in Russian and Soviet Culture. Hrsg.: Glatzer Rosenthal, Bernice. Cornell University Press, Ithaca, NY 1997, ISBN 0-8014-8331-X, The Occult in Russia Today, S. 468 (google.com).
13. ↑  What We Do in the Shadows. In: BBC Online. 19. Mai 2019, abgerufen am 3. Juli 2019.
14. ↑  Albert Bernstein: Emotional Vampires. McGraw-Hill, 2000, ISBN 978-0-07-135259-8 (albernstein.com (Memento des Originals vom 3. September 2011 im Internet Archive) [abgerufen am 19. September 2011]).
15. ↑  Therese Borchard: 5 Emotional Vampires and How to Combat Them. Psych Central
16. ↑  Mark Benecke und Aleksandra Blak, 'Vampire Youth Subculture in New York City', vorgestellt als Konferenzbeitrag auf dem Second World Dracula Congress (Poiana Brasov, Rumänien: 24-28 Mai 2000).
17. 1 2  A. Asbjørn Jøn: The Psychic Vampire and Vampyre Subculture. Band 12, 2002, ISBN 1-86389-831-X, S. 143–148 (Australian Folklore: A Yearly Journal of Folklore Studies).